# HC Grewis Plumlov
HC Grewis Plumlov (celým názvem: Hockey Club Grewis Plumlov) byl český klub ledního hokeje, který sídlil v Plumlově v Olomouckém kraji. Založen byl v roce 1956, zanikl v roce 2013. V letech 2010–2013 působil v Jihomoravské a Zlínské krajské lize, čtvrté české nejvyšší soutěži ledního hokeje. Klubové barvy byly modrá a bílá.
Své domácí zápasy odehrával v Prostějově na tamějším zimním stadionu s kapacitou 5 500 diváků.

## Přehled ligové účasti
Stručný přehled
Zdroj:
- 2006–2009: Krajský přebor Jižní Moravy a Zlína (4. ligová úroveň v České republice)
- 2010–2013: Jihomoravská a Zlínská krajská liga (4. ligová úroveň v České republice)

Jednotlivé ročníky
Zdroj:
Legenda: ZČ - základní část, JMK - Jihomoravský kraj, ZLK - Zlínský kraj, červené podbarvení - sestup, zelené podbarvení - postup, fialové podbarvení - reorganizace, změna skupiny či soutěže
| Česko (2006 – 2013) |                                     |           |           |                                       |                      |
| Sezóny              | Soutěž                              | Úroveň    | ZČ        | Play-off, nadstavba, sk. o udržení... | Poznámky             |
| 2006/07             | Krajský přebor Jižní Moravy a Zlína | 4. úroveň | 5. místo  | Semifinále ZLK                        |                      |
| 2007/08             | Krajský přebor Jižní Moravy a Zlína | 4. úroveň | 8. místo  | Semifinále ZLK                        |                      |
| 2008/09             | Krajský přebor Jižní Moravy a Zlína | 4. úroveň | 9. místo  | Semifinále ZLK                        | Odhlášení ze soutěže |
| ...                 |                                     |           |           |                                       |                      |
| 2010/11             | Jihomoravská a Zlínská krajská liga | 4. úroveň | 9. místo  | Čtvrtfinále JMK                       |                      |
| 2011/12             | Jihomoravská a Zlínská krajská liga | 4. úroveň | 8. místo  | Předkolo ZLK                          |                      |
| 2012/13             | Jihomoravská a Zlínská krajská liga | 4. úroveň | 11. místo |                                       |                      |